# Francisco de São Tiago
Francisco de São Tiago, O.F.M. Obs. (São Tiago do Sopo, 13 de abril de 1692 - próximo da Fazenda São Lourenço, 18 de dezembro de 1752) foi um frade e prelado da Igreja Católica português, bispo de São Luís do Maranhão.

## Biografia
Nascido em São Tiago do Sopo, então no município de Valença do Minho, era filho de João Domingues Espinhosa e de Maria Domingues Vales. Professou na Ordem dos Frades Menores Observantes e foi feito diácono em 7 de junho de 1716 e foi ordenado padre em 14 de junho seguinte. Estudou teologia na Universidade de Coimbra. Foi visitador de sua ordem nos Açores, além de examinador das ordens militares e deputado da Junta da Bula da Santa Cruzada.
Após sua nomeação como bispo de São Luís do Maranhão por Dom João V em 1 de setembro de 1745, foi confirmado pelo Papa Bento XIV em 15 de dezembro de 1745 e consagrado em 13 de março de 1746 pelo Cardeal Patriarca Tomás de Almeida, coadjuvado por Dom José Dantas Barbosa, arcebispo-auxiliar de Lisboa e por Dom João da Cruz Salgado de Castilho, O.C.D., bispo-emérito de São Sebastião do Rio de Janeiro.
Chegou à Diocese em 2 de julho de 1747 e fez a sua entrada solene na Sé em 14 de julho. Assumiu a diocese na presença do Governador Francisco Pedro de Mendonça Gorjão, último governador a residir em São Luís. Era tido como "manso, doente e mais para o claustro do que para o governo das almas", mantendo um bom relacionamento com as autoridades civis e militares. Contribuiu ordenando 25 sacerdotes, sendo 9 seculares e 16 regulares, além de investir na atividade de catequese dos indígenas, em que "recomendava que o fizessem com muita brandura, não admitindo que o usassem de violências que pudessem pretextar as chamadas guerras justas, por meio das quais eram escravizados".
Celebrou no Maranhão o decreto do Papa Bento XIV, que conferia a Dom João V e a seus sucessores o título de Rex Fidelissimus, em nome da Religião, por seus serviços à Igreja Católica. Autorizou a fundação do Seminário de Santo Antônio e do Recolhimento de Nossa Senhora da Anunciação e Remédios, ambos de iniciativa do padre italiano Gabriel Malagrida, em conformidade com o Alvará Régio de 1751, que o autorizava a fundação de quatro recolhimentos: um em Parnaíba, no Piauí, outro em São Luís, no Maranhão, um em Belém e outro em Cametá, no Grão-Pará, além de um recolhimento, para donzelas em Igarassu, Pernambuco e em qualquer parte da América. O Decreto Real de 1750 também determinava "que se crie a mocidade com bons costumes, educação e doutrina de que se tanto necessita naquele Estado".
Faleceu em viagem, retornando da Fazenda São Lourenço, pertencente a Lourenço (Lancelot) Belfort, às margens do Rio Itapecuru, onde foi buscar tratamento de saúde, em 18 de dezembro de 1752 e foi sepultado no Catedral de São Luís do Maranhão, dois dias depois.